# In the Heat of the Night (piosenka Raya Charlesa)
In the Heat of the Night – piosenka wykonywana przez amerykańskiego muzyka Raya Charlesa. W 1967 roku wydana została jako singel i uplasowała się na 33. miejscu Billboard Hot 100 oraz na 21. pozycji Hot R&B/Hip-Hop Songs.
Piosenka została skomponowana przez Quincy Jonesa, przyjaciela Charlesa, i napisana przez Alana i Marilyn Bergmanów do filmu W upalną noc z 1967 roku.